# بلمرة بالإضافة الأنيونية
البلمرة بالإضافة الأنيونيّة (Anionic addition polymerization) عبارة عن نمط من البلمرة السلسليّة (البلمرة بالإضافة) والتي تتضمّن إجراء عمليّة بلمرة للمونومرات باستخدام مجموعات لها كهرسلبية عالية. تحدث عملية البلمرة هذه باستخدام مركبات تكون حاوية على أيون كربوني سالب (كربانيون) فعّال.
تمرّ عمليّة البلمرة بالإضافة الأنيونيّة بثلاث مراحل: تحفيز البلمرة ثم تطويل السلسلة ثم الإنهاء. يمكن الاستغناء عن المرحلة الأخيرة وهي الإنهاء لنحصل على شكل من أشكال البلمرة يدعى البلمرة الحيّة. إنّ فائدة البلمرة الحيّة في الإضافة الأنيونيّة أنّها تسمح بالتحكّم في البنية والتركيب.
تستخدم البلمرة بالإضافة الأنيونيّة في إنتاج بوليمرات مثل المطاط الاصطناعي متعدد الديين polydiene، بالإضافة إلى إنتاج مطاط SBR من محلول الستايرين والبوتاديين، وكذلك البوليمرات المرنة (إلاستومرات) حرارية من الستايرن.

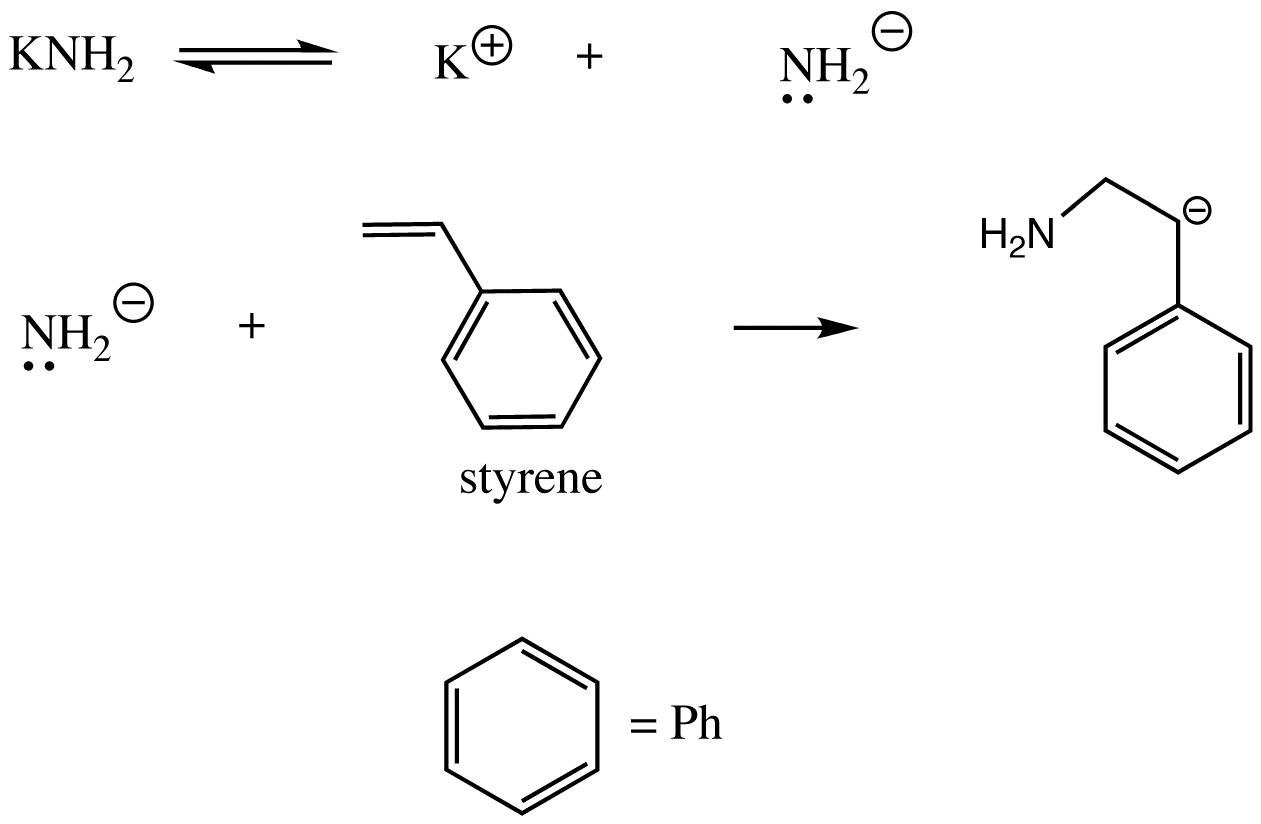
مرحلة تحفيز تفاعل البلمرة بالإضافة الأنيونية باستخدام أنيونات قوية.

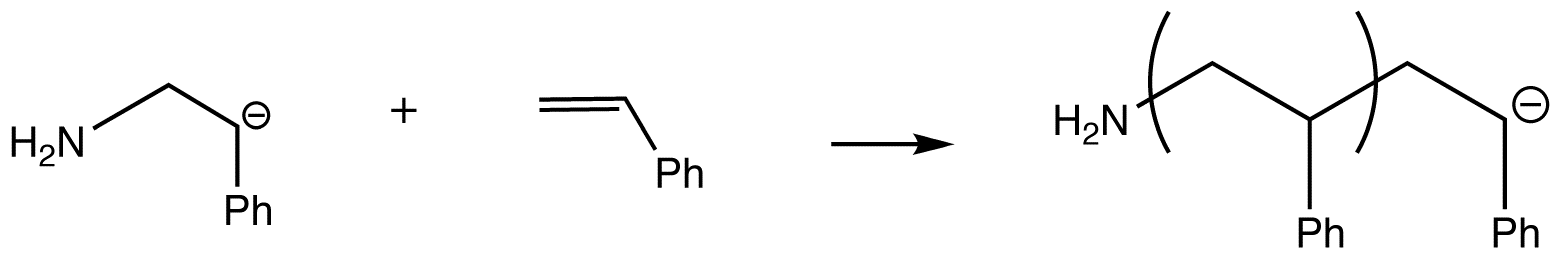
مرحلة تطويل السلسلة في تفاعل البلمرة بالإضافة الأنيونية.